# Mobhí Clárainech
Mobhí Clárainech (também Berchan; morreu em 544) foi um dos primeiros santos da Irlanda, considerado como um dos Doze Apóstolos da Irlanda. Ele foi o abade de um mosteiro em Glasnevin, onde foi professor de Columba, Canice, Comgall, e Ciarán.

## Vida
Seu sobrenome, clárainech, significa "cara lisa" em irlandês, uma referência ao fato de ele nascer sem olhos ou nariz. A Martirologia de Oengus menciona que ele estava "debruçado sobre a mesa", atribuindo a condição ao fato de ter sido "concebido e criado, e de uma mulher morta que ele foi gerado". A causa imediata de sua estranha fisionomia foi que a "terra o pressionou" durante as infelizes circunstâncias de seu nascimento. Ele foi dito ter sido milagrosamente curada desta deformidade quando ele espirrou a água baptismal de Saint David em seu rosto três vezes.